# Antrodiaetus roretzi
Antrodiaetus roretzi is een spinnensoort uit de familie Antrodiaetidae. De soort komt voor in Japan.